# CUBE WORLD

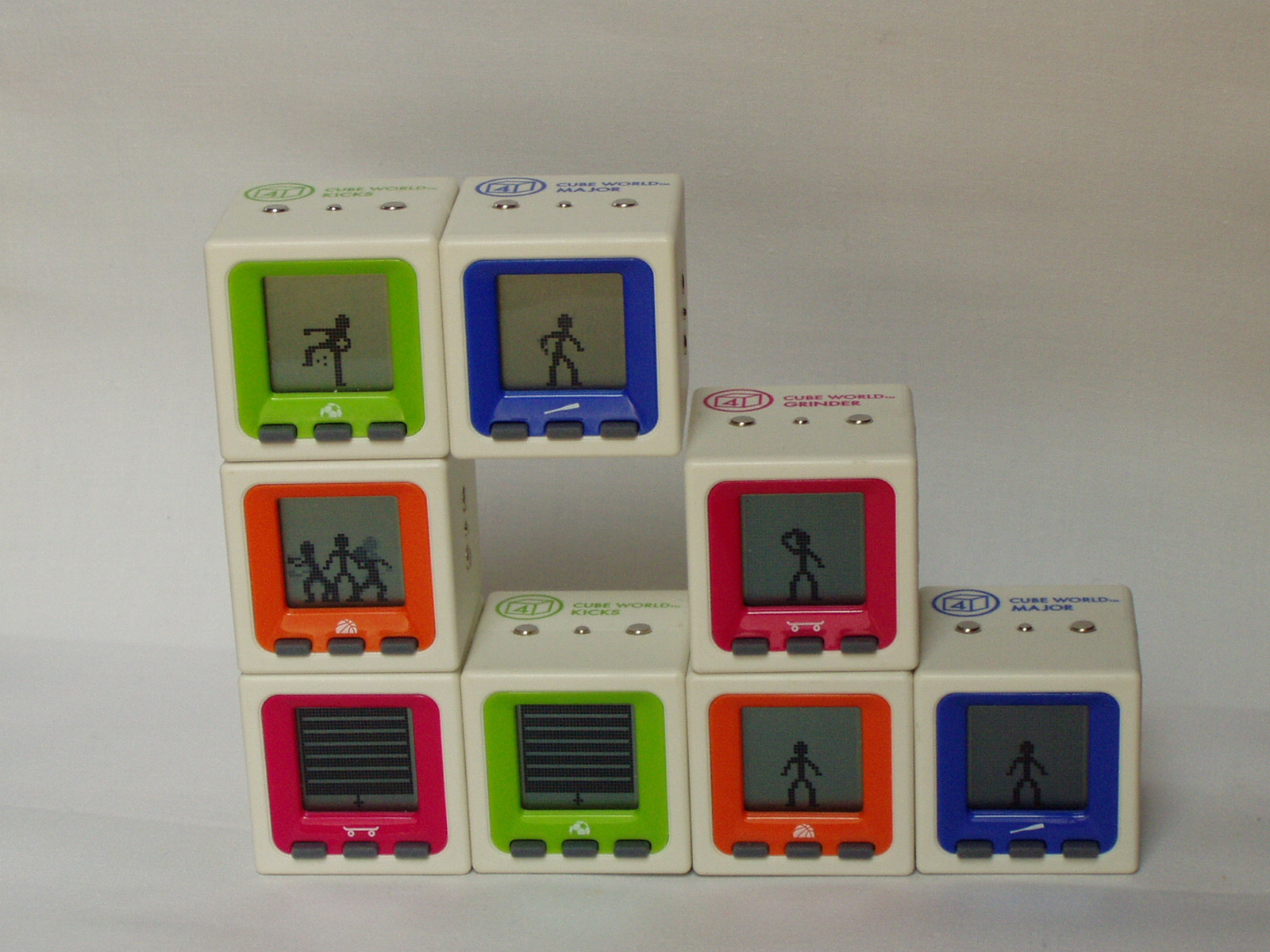
4セットを適当に連結して動かした状態（SERIES4）

CUBE WORLD（キューブワールド）は米国でRadica Gamesが2005年より発売している電子ゲームである。日本ではバンダイが2006年より販売している。

## 概要
この一辺47mmの立方体の形をした電子機器は、液晶ディスプレイと操作用のボタン3個を備え、コイン形リチウム電池で動作する。内部に納められた電子回路には置かれた向きを検出するセンサーが取り付けられているほか、筐体の上下左右に取り付けられた通信端子に接続されている。
設定上、内部に「棒人間」（スティックピープル）と呼ばれる人間が入っており、様々な仕草を見せるようになっている。棒人間は筐体を横倒しにしたり上下逆さまにするとひっくり返るほか、放っておくと様々な仕草を行い、これを眺めて楽しむ。またミニゲームが内蔵されており、ボタンの一つをタイミング良く操作することで、遊ぶことが出来る。更に放っておくと棒人間は寝てしまい、画面が黒くなって暫くすると電源が切れる。
この玩具で特徴的なのは、その上下左右にある通信端子で、キューブワールド同士を最大16個接続可能なところにある。この接続は、端子部分を重ねると磁石で吸着するようになっている。接続することで、相互の棒人間がキューブ内を行き来したり、一方の棒人間の仕草がもう片方に影響したり、複数の棒人間が一つのキューブ内で共同作業的な仕草を見せる。なおキューブ内を移動した棒人間は、接続が断たれると自動的に元のキューブに転送される。この「接続して遊ぶ」という性質のため、1つのパッケージに2つ（2種類）のキューブがセットになっており、基本的に1個単位のばら売りはされていない。
幾つかのシリーズが発売されており、日本国内では2010年現在4シリーズ8種類、米国では更に大型のキューブが発売されている。その各々は名前と個性が与えられており、キューブの種類によって棒人間の仕草やミニゲームの内容も違いがあるほか、他のキューブと組み合わせた際のリアクションの種類にも変化が現れる。